# Cosmosoma contracta
Cosmosoma contracta är en fjärilsart som beskrevs av Walker 1856. Cosmosoma contracta ingår i släktet Cosmosoma och familjen björnspinnare. Inga underarter finns listade i Catalogue of Life.